# Konstandinos Gotsis
Konstandinos Gotsis (gr. Κωνσταντίνος Γκότσης; ur. 28 stycznia 1995) – grecki zapaśnik walczący w stylu wolnym. Mistrz śródziemnomorski w 2018 roku.